# Tiberius Claudius Livianus
Tiberius Claudius Livianus est un haut chevalier romain, préfet du prétoire sous Trajan, de 101 à une date inconnue, proche conseiller et ami de l'empereur.

## Biographie

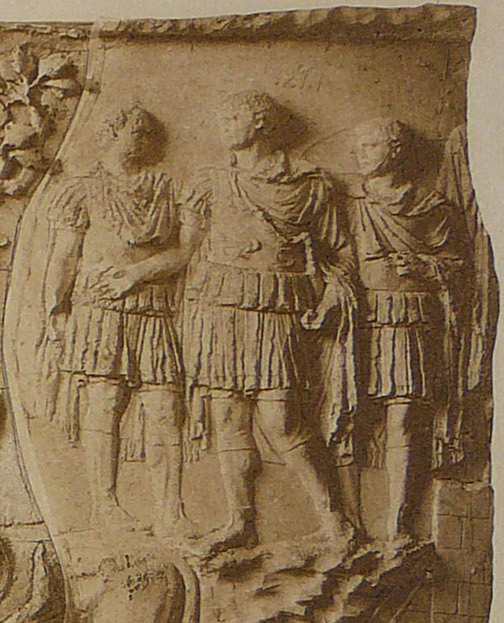
Détail de la colonne Trajane, scène IX : au centre, Trajan ; à droite, Licinius Sura et à gauche, soit Claudius Livianus, soit le jeune Hadrien.

Son père ou grand-père, Tiberius Claudius Livianus, est intégré à la tribu Quirina et appartient à la gens de l'empereur Claude,.
Claudius Livianus est membre de l'ordre équestre. En l'an 101, il accède à la préfecture du prétoire en succédant à Sextus Attius Suburanus Aemilianus, qui a choisi de renoncer à sa charge.
Il est présent aux côtés de Trajan lors de la première guerre dacique (101-102), où il est choisi par l'empereur comme intermédiaire, avec le plus proche ami de Trajan, Lucius Licinius Sura, pour rencontrer Décébale. Il est en outre un des généraux de cette campagne, bien que Trajan commande en personne.
On ignore quand prend fin sa préfecture du prétoire, mais elle a peut-être duré une grande partie du règne de Trajan. On ne connait pas d'autre préfet avant Servius Sulpicius Similis et Publius Acilius Attianus, peut-être ses successeurs immédiats, qui le deviennent, tour à tour ou ensemble, peu de temps avant ou pendant la campagne contre les Parthes, c'est-à-dire entre 112 et 114. 
Claudius Livianus participe aux campagnes de Trajan en Orient entre 113 et 117.
Dans l'Histoire Auguste, il est dit qu'un Livianus Turbo est l'un des amis d'Hadrien sous le règne de Trajan. Il faut lire Livianus d'une part pour Claudius Livianus, et Turbo d'autre part pour Quintus Marcius Turbo (général de Trajan et futur préfet du prétoire d'Hadrien).
Il est peut-être encore en vie en l'an 123, année à laquelle un Cl. Livianus est attesté.